# EM i banecykling 2017
Det ottende EM i banecykling blev afholdt i Velodromen i Berlin i Tyskland fra 19. til 22. oktober 2017.

## Medaljevindere
| Disciplin              | Guld                                                                               | Guld                              | Sølv                                                                        | Sølv                                 | Bronze                                                                             | Bronze                                    |
| ---------------------- | ---------------------------------------------------------------------------------- | --------------------------------- | --------------------------------------------------------------------------- | ------------------------------------ | ---------------------------------------------------------------------------------- | ----------------------------------------- |
| Herrer                 |                                                                                    |                                   |                                                                             |                                      |                                                                                    |                                           |
| Sprint                 | Sebastien Vigier · Frankrig (FRA)                                                  | Sebastien Vigier · Frankrig (FRA) | Jeffrey Hoogland · Holland (NED)                                            | Jeffrey Hoogland · Holland (NED)     | Denis Dmitrijev · Rusland (RUS)                                                    | Denis Dmitrijev · Rusland (RUS)           |
| Holdsprint             | Frankrig · Benjamin Edelin · Sebastien Vigier · Quentin Lafargue                   | 43.254                            | Tyskland · Robert Förstemann · Maximilian Levy · Joachim Eilers             | 43.337                               | Holland · Jeffrey Hoogland · Harrie Lavreysen · Matthijs Buchli                    | 43.405                                    |
| Holdforfølgelse        | Frankrig · Louis Pijourlet · Corentin Ermenault · Florian Maitre · Benjamin Thomas | 3:55.780                          | Italien · Liam Bertazzo · Filippo Ganna · Francesco Lamon · Simone Consonni | 3:55.986                             | Rusland · Aleksandr Jevtusjenko · Mamyr Stasj · Dmitrij Sokolov · Aleksej Kurbatov | 3:57.517                                  |
| Keirin                 | Maximilian Levy · Tyskland (GER)                                                   | Maximilian Levy · Tyskland (GER)  | Shane Perkins · Rusland (RUS)                                               | Shane Perkins · Rusland (RUS)        | Andrij Vynokurov · Ukraine (UKR)                                                   | Andrij Vynokurov · Ukraine (UKR)          |
| Omnium                 | Albert Torres · Spanien (ESP)                                                      | 142                               | Julius Johansen · Danmark (DEN)                                             | 140                                  | Benjamin Thomas · Frankrig (FRA)                                                   | 137                                       |
| 1 km tidskørsel        | Jeffrey Hoogland · Holland (NED)                                                   | 1:00.700                          | Joachim Eilers · Tyskland (GER)                                             | 1:00.733                             | Quentin Lafargue · Frankrig (FRA)                                                  | 1:00.906                                  |
| Individuel forfølgelse | Filippo Ganna · Italien (ITA)                                                      | 4:15.994                          | Ivo Oliveira · Portugal (POR)                                               | 4:18.991                             | Domenic Weinstein · Tyskland (GER)                                                 | 4:15.405                                  |
| Pointløb               | Alan Banaszek · Polen (POL)                                                        | 49                                | Niklas Larsen · Danmark (DEN)                                               | 45                                   | Maximilian Beyer · Tyskland (GER)                                                  | 34                                        |
| Scratch                | Adrien Garel · Frankrig (FRA)                                                      | Adrien Garel · Frankrig (FRA)     | Krisztian Lovassy · Ungarn (HUN)                                            | Krisztian Lovassy · Ungarn (HUN)     | Roman Hladisj · Ukraine (UKR)                                                      | Roman Hladisj · Ukraine (UKR)             |
| Udskilningsløb         | Gerben Thijssen · Belgien (BEL)                                                    | Gerben Thijssen · Belgien (BEL)   | Maksim Piskunov · Rusland (RUS)                                             | Maksim Piskunov · Rusland (RUS)      | Rui Oliveira · Portugal (POR)                                                      | Rui Oliveira · Portugal (POR)             |
| Stayer                 | Tyskland · Franz Schiewer · Gerhard Geßler                                         | 46:17                             | Holland · Reinier Honig · Jos Pronk                                         | 46:19                                | Tyskland · Stefan Schäfer · Peter Bauerlein                                        | 46:30                                     |
| Parløb                 | Frankrig · Florian Maitre · Benjamin Thomas                                        | 43                                | Danmark · Niklas Larsen · Casper Pedersen                                   | 42                                   | Polen · Wojciech Pszczolarski · Daniel Staniszewski                                | 40                                        |
| Damer                  |                                                                                    |                                   |                                                                             |                                      |                                                                                    |                                           |
| Sprint                 | Kristina Vogel · Tyskland (GER)                                                    | Kristina Vogel · Tyskland (GER)   | Mathilde Gros · Frankrig (FRA)                                              | Mathilde Gros · Frankrig (FRA)       | Darja Sjmeleva · Rusland (RUS)                                                     | Darja Sjmeleva · Rusland (RUS)            |
| Holdsprint             | Rusland · Anastasija Vojnova · Darja Sjmeleva                                      | 32.560                            | Tyskland · Miriam Welte · Kristina Vogel                                    | 32.807                               | Holland · Kyra Lamberink · Shanne Braspennincx                                     | 33.180                                    |
| Holdforfølgelse        | Italien · Elisa Balsamo · Tatiana Guderzo · Letizia Paternoster · Silvia Valsecchi | 4:17.853                          | Storbritannien · Emily Kay · Elinor Barker · Manon Lloyd · Katie Archibald  | 4:21.164                             | Polen · Justyna Kaczkowska · Katarzyna Pawłowska · Daria Pikulik · Nikol Plosaj    | 4:24.705                                  |
| Keirin                 | Kristina Vogel · Tyskland (GER)                                                    | Kristina Vogel · Tyskland (GER)   | Simona Krupeckaitė · Litauen (LTU)                                          | Simona Krupeckaitė · Litauen (LTU)   | Ljubov Basova · Ukraine (UKR)                                                      | Ljubov Basova · Ukraine (UKR)             |
| Omnium                 | Katie Archibald · Storbritannien (GBR)                                             | 127                               | Kirsten Wild · Holland (NED)                                                | 120                                  | Elisa Balsamo · Italien (ITA)                                                      | 102                                       |
| 500 meter tidskørsel   | Miriam Welte · Tyskland (GER)                                                      | 33.321                            | Pauline Grabosch · Tyskland (GER)                                           | 33.559                               | Darja Sjmeleva · Rusland (RUS)                                                     | 33.757                                    |
| Individuel forfølgelse | Katie Archibald · Storbritannien (GBR)                                             |                                   | Justyna Kaczkowska · Polen (POL)                                            |                                      | Silvia Valsecchi · Italien (ITA)                                                   | 3:33.908                                  |
| Pointløb               | Trine Schmidt · Danmark (DEN)                                                      | 62                                | Gulnaz Badykova · Rusland (RUS)                                             | 31                                   | Tatsjana Sjarakova · Hviderusland (BLR)                                            | 29                                        |
| Scratch                | Trine Schmidt · Danmark (DEN)                                                      | Trine Schmidt · Danmark (DEN)     | Tetjana Klimtjenko · Ukraine (UKR)                                          | Tetjana Klimtjenko · Ukraine (UKR)   | Jevgenija Augustinas · Rusland (RUS)                                               | Jevgenija Augustinas · Rusland (RUS)      |
| Udskilningsløb         | Kirsten Wild · Holland (NED)                                                       | Kirsten Wild · Holland (NED)      | Jevgenija Augustinas · Rusland (RUS)                                        | Jevgenija Augustinas · Rusland (RUS) | Maria Giulia Confalonieri · Italien (ITA)                                          | Maria Giulia Confalonieri · Italien (ITA) |
| Parløb                 | Storbritannien · Elinor Barker · Eleanor Dickinson                                 | 58                                | Irland · Lydia Boylan · Lydia Gurley                                        | 50                                   | Holland · Amy Pieters · Kirsten Wild                                               | 46                                        |

## Medaljetabel
Værtslandet er markeret med lavendelblå
| Placering | Land           | Guld | Sølv | Bronze | Total |
| --------- | -------------- | ---- | ---- | ------ | ----- |
| 1         | Tyskland       | 5    | 4    | 3      | 12    |
| 2         | Frankrig       | 5    | 1    | 2      | 8     |
| 3         | Storbritannien | 3    | 1    | 0      | 4     |
| 4         | Holland        | 2    | 3    | 3      | 8     |
| 5         | Danmark        | 2    | 3    | 0      | 5     |
| 6         | Italien        | 2    | 1    | 3      | 6     |
| 7         | Rusland        | 1    | 4    | 5      | 10    |
| 8         | Polen          | 1    | 1    | 2      | 4     |
| 9         | Belgien        | 1    | 0    | 0      | 1     |
| 9         | Spanien        | 1    | 0    | 0      | 1     |
| 11        | Ukraine        | 0    | 1    | 3      | 4     |
| 12        | Portugal       | 0    | 1    | 1      | 2     |
| 13        | Ungarn         | 0    | 1    | 0      | 1     |
| 13        | Irland         | 0    | 1    | 0      | 1     |
| 13        | Litauen        | 0    | 1    | 0      | 1     |
| 16        | Hviderusland   | 0    | 0    | 1      | 1     |
| Total     | Total          | 23   | 23   | 23     | 69    |